# Jerramungup
Jerramungup – miasto w Australii, w stanie Australia Zachodnia.